# Ty Franck

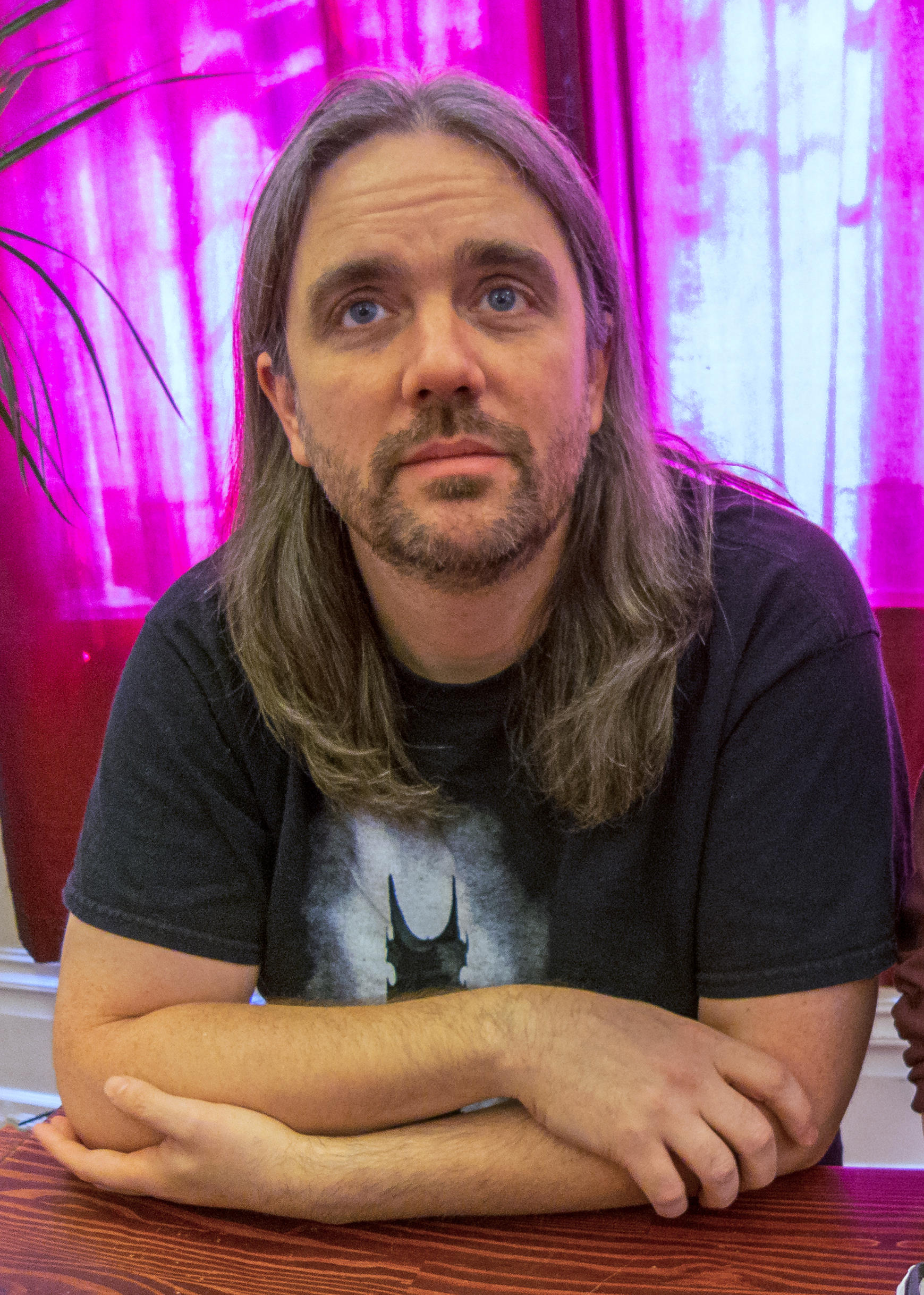
Ty Franck (2014)

Tyler „Ty“ Corey Franck (geboren am 18. Mai 1969 in Portland, Oregon) ist ein amerikanischer Game Designer und Science-Fiction-Autor, bekannt vor allem als Koautor der Expanse-Serie, die er zusammen mit Daniel Abraham unter dem Gemeinschaftspseudonym James S. A. Corey schrieb.
Die Romanserie The Expanse entstand aus einem fiktiven Universum, das Franck ursprünglich als Grundlage für ein MMO entwickelte. In Zusammenarbeit mit Daniel Abraham entstand daraus eine erfolgreiche Romanserie, die von dem Genre-Kanal Syfy in der ebenfalls sehr erfolgreichen Fernsehserie The Expanse adaptiert wurde.

## Auszeichnungen
- 2014 Locus Award für Abaddon’s Gate als bester Roman, zusammen mit Daniel Abraham als James S. A. Corey
- 2020 Hugo Award für The Expanse als beste Serie, zusammen mit Daniel Abraham als James S. A. Corey

## Bibliografie
Bei allen als James S. A. Corey veröffentlichten Titeln war Franck Koautor von Daniel Abraham.
The Expanse (als James S. A. Corey)
- 1 Leviathan Wakes (2011)
  - Deutsch: Leviathan erwacht. Übersetzt von Jürgen Langowski. Heyne, 2012, ISBN 978-3-453-52931-1.
- 2 Caliban’s War (2012)
  - Deutsch: Calibans Krieg. Übersetzt von Jürgen Langowski. Heyne, 2013, ISBN 978-3-453-52929-8.
- 3 Abaddon’s Gate (2013)
  - Deutsch: Abaddons Tor. Übersetzt von Jürgen Langowski. Heyne, 2014, ISBN 978-3-453-52930-4.
- 4 Cibola Burn (2014)
  - Deutsch: Cibola brennt. Übersetzt von Jürgen Langowski. Heyne, 2015, ISBN 978-3-453-31654-6.
- 5 Nemesis Games (2015)
  - Deutsch: Nemesis-Spiele. Übersetzt von Jürgen Langowski. Heyne, 2016, ISBN 978-3-453-31656-0.
- 6 Babylon’s Ashes (2016)
  - Deutsch: Babylons Asche. Übersetzt von Jürgen Langowski. Heyne, 2017, ISBN 978-3-453-31655-3.
- 7 Persepolis Rising (2017)
  - Deutsch: Persepolis erhebt sich. Übersetzt von Jürgen Langowski. Heyne, 2019, ISBN 978-3-453-31942-4.
- 8 Tiamat’s Wrath (2019)
  - Deutsch: Tiamats Zorn. Übersetzt von Jürgen Langowski. Heyne, 2020, ISBN 978-3-453-31943-1.
- 9 Leviathan Falls (2021)
- The Butcher of Anderson Station (2011)
  - Deutsch: Der Schlächter der Anderson-Station. Übersetzt von Marcel Häußler. Heyne, 2017, ISBN 978-3-641-22358-8 (E-Book).
- Drive (Kurzgeschichte, 2012, in: Jonathan Strahan (Hrsg.): Edge of Infinity)
- Gods of Risk (2012)
  - Deutsch: Der Gott des Risikos. Übersetzt von Marcel Häußler. Heyne, 2017, ISBN 978-3-641-22359-5 (E-Book).
- The Churn (2014; auch: The Churn: A Novella of The Expanse, 2015)
  - Deutsch: Der Mahlstrom. Übersetzt von Marcel Häußler. Heyne, 2017, ISBN 978-3-641-22360-1 (E-Book).
- The Vital Abyss (2015)
- Strange Dogs (2017)
- Auberon (2019)

Sammelausgaben:
- The Expanse Boxed Set (Sammelausgabe von 1–3 in Kassette; 2015)

Romane
- Honor Among Thieves (Star Wars: Empire and Rebellion #2, 2014; als James S. A. Corey)
  - Deutsch: Ehre unter Dieben. Übersetzt von Andreas Kasprzak. Blanvalet, 2015, ISBN 978-3-7341-6007-3.

Kurzgeschichten
- Audience (in: Orson Scott Card’s Intergalactic Medicine Show, #2, March 2006)
- …And All the Sinners Saints (Wild-Cards-Serie, 2011, in: George R. R. Martin (Hrsg.): Fort Freak; mit Victor Milán)
- A Man Without Honor (2013, in: Gardner Dozois und George R. R. Martin (Hrsg.): Old Mars; als James S. A. Corey)
- Silver and Scarlet (Star-Wars-Tie-in, 2014, in: Daniel Abraham, Ty Franck und Daniel Abraham und Ty Franck (als James S. A. Corey): Honor Among Thieves; als James S. A. Corey)
- The Drones (in: Popular Science, August 2015; als James S. A. Corey)
- Rates of Change (2015, in: Jonathan Strahan (Hrsg.): Meeting Infinity; als James S. A. Corey)
- The Hunger After You’re Fed (in: Wired, January 2017; als James S. A. Corey)